# Australian Open 2016 – čtyřhra kvadruplegiků
Dvojnásobným obhájcem titulu ve čtyřhře vozíčkářů na melbournském Australian Open 2016 byl americko-britský pár David Wagner a Andrew Lapthorne, jehož členové nestartovali společně. Wagner nastoupil do turnaje po boku Jihoafričana Lucase Sitholeho a Lapthorne hrál s Australanem Dylanem Alcottem.
Soutěž vyhrála nejvýše nasazená dvojice Sithole a Wagner, která ve finále zdolala turnajové dvojky Alcotta s Lapthornem po dvousetovém průběhu 6–1 a 6–3. David Wagner si tak na Australian Open připsal hattrick, třetí vítězství v řadě. Pro Sitholeho, který ve dvanácti letech přišel o obě dolní končetiny a polovinu pravé paže pádem pod vlak, to byl první Grand Slam v kariéře.

## Nasazení párů
1. Lucas Sithole /  David Wagner (vítězové)
2. Dylan Alcott /  Andrew Lapthorne (finále)

## Pavouk
| Legenda                                                       |                                                                        |                                                   |
| - Q – kvalifikant - WC – divoká karta - LL – šťastný poražený | - Alt – náhradník - SE – zvláštní výjimka - PR/SR – žebříčková ochrana | - w/o – bez boje - r – skreč - d – diskvalifikace |

### Finále
| Finále |                               |   |   |  |
|        |                               |   |   |  |
|        |                               |   |   |  |
| 1      | Lucas Sithole David Wagner    | 6 | 6 |  |
| 2      | Andrew Lapthorne Dylan Alcott | 1 | 3 |  |